# Endocronartium
Endocronartium — рід грибів родини Cronartiaceae. Назва вперше опублікована 1969 року.

## Класифікація
До роду Endocronartium відносять 4 види:
- Endocronartium harknessii
- Endocronartium pini
- Endocronartium sahoanum
- Endocronartium yamabense